# Дева Мария Розария

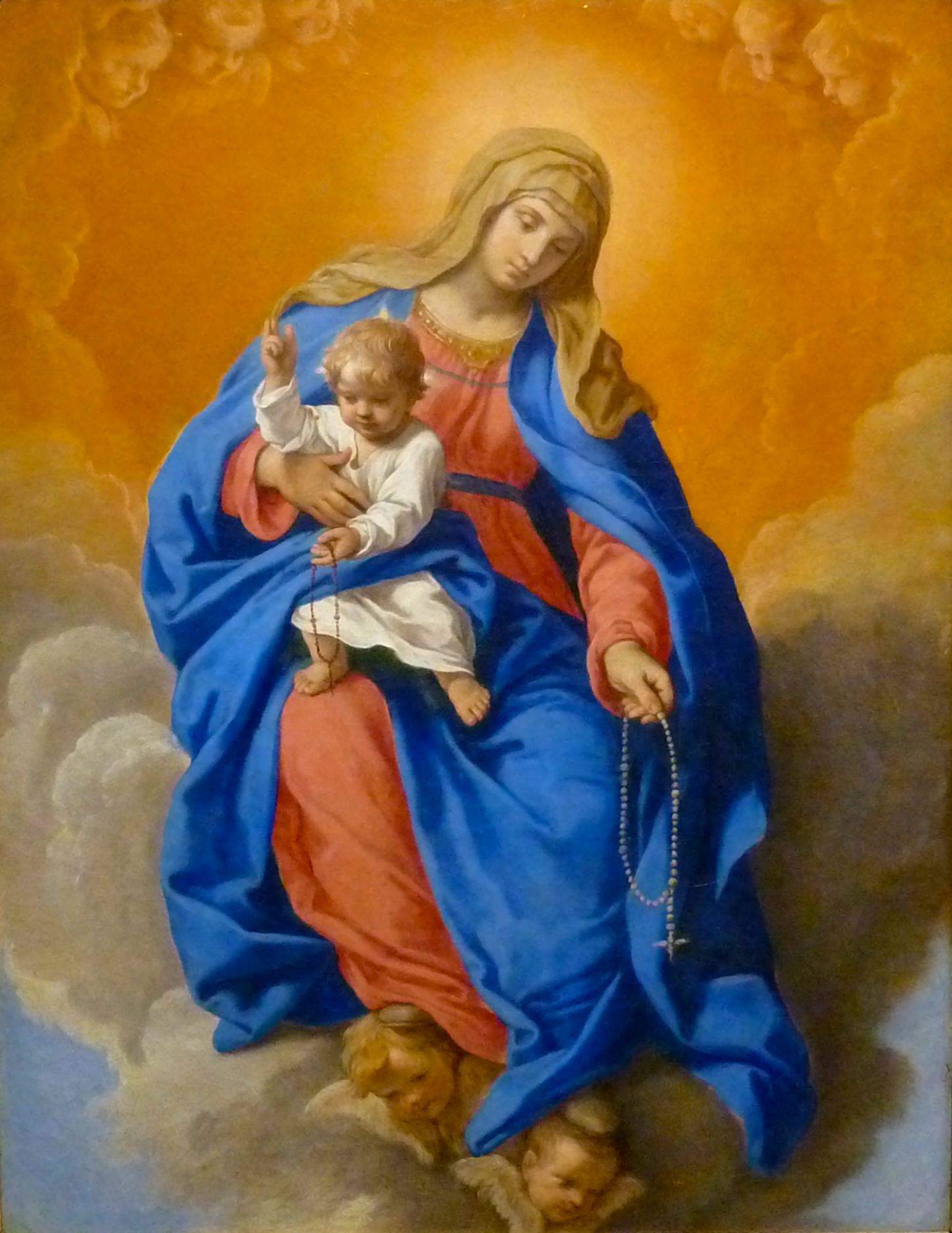
Дева Мария Розария

Пресвятая Дева Мария Розария, Пресвятая Дева Мария — Царица Розария — богородичный титул и одноимённый праздник в Католической церкви. Праздник Девы Марии Розария отмечается в католичестве 7 октября. Розарий — католическая молитва на чётках.
История появления праздника связана с битвой при Лепанто (1571 год), в которой флот Священной лиги разгромил турецкую эскадру. Участники битвы с христианской стороны перед битвой молились на розариях, а в Риме проводились процессии с чётками и молитвами к Деве Марии о даровании победы над турками.
Победоносный исход сражения был приписан заступничеству Богородицы, в память о нём папа Пий V ввёл в литургический календарь праздник, который назвал Пресвятая Дева Мария Победы. В 1573 году при следующем папе Григории XIII праздник получил название «праздник Пресвятой Девы Марии Розария». Первоначально праздник отмечался только в церквях, посвящённых святому розарию. В 1716 году папа Климент XI после важной победы над турками под Петроварадином, одержанной Евгением Савойским, установил для праздника Девы Марии Розария общекатолический статус и дату — первое воскресенье октября, папа Пий X в 1913 году перенёс праздник на фиксированную дату — 7 октября. В конце XIX века в Лоретанскую литанию была добавлена строчка «Царица святого Розария, молись о нас».
В честь Богородицы — Царицы Розария названо множество католических церквей во всём мире, в том числе в России — во Владимире и Томске. Классический иконографический сюжет — Дева Мария, держащая на руках Младенца Иисуса и чётки розария. Часто рядом с Богородицей изображается святой Доминик, который, по церковному преданию, получил чётки Розария от явившейся ему Богородицы.

## Центры почитания
- Церковь Девы Марии Розария (Помпеи)